# BMW 802
Le BMW 802 est un moteur d'avion en étoile, développé pendant la Seconde Guerre mondiale par BMW. Il a été prototypé et testé, mais jamais produit en série. Il s'agit, dans les grandes lignes, d'une version 18 cylindres du BMW 801 (14 cylindres), moteur produit à plus de 60000 exemplaires et équipant plusieurs des avions allemands les plus connus de la guerre.

## Conception
Le BMW 802 est très proche, par ses dimensions et ses spécifications, du Wright R-3350 américain et du Bristol Centaurus britannique. Sa cylindrée était de 54 litres et il aurait dû développer jusqu'à 3 000 CV dans les développements prévus, même si les versions testées au banc n'ont pas dépassé 2 450 CV. Les cylindres sont les mêmes que sur le BMW 801. Le développement de ce moteur a été entamé en 1939 et abandonné en 1942, l'effort de R&D de BMW étant à cette date réorienté entièrement vers les turboréacteurs (BMW 003).